# UFC 97
UFC 97: Redemption (no debe confundirse con UFC 17: Redemption) fue un evento de artes marciales mixtas celebrado por Ultimate Fighting Championship el 18 de abril de 2009 en el Bell Centre, en Montreal, Canadá.

## Historia
El evento estelar contó con la defensa del título en la categoría de peso medio del campeón Anderson Silva ante Thales Leites.

## Resultados
1. ↑  Por el Campeonato de Peso Medio de UFC.

## Premios extra
Cada peleador recibió un bono de $70,000.
- Pelea de la Noche: Sam Stout vs. Matt Wiman
- KO de la Noche: Maurício Rua
- Sumisión de la Noche: Krzysztof Soszynski